# Ivan Shearer
Ivan Anthony Shearer (* 9. Dezember 1938 in Adelaide; † 9. Juli 2019 ebenda)  war ein australischer Jurist. Er war bis 2003 Professor für Völkerrecht an der Universität Sydney.

## Leben
Nach dem Studium der Rechtswissenschaften an der University of Adelaide, das Shearer 1960 abschloss, erhielt er seine Anwaltszulassung für South Australia. Weitere Zulassungen folgten für Victoria und New South Wales 1975 und 1982 am High Court of Australia. Nach einem Aufenthalt an der Haager Akademie für Völkerrecht und einer Tätigkeit als Tutor an der Northwestern University kehrte er an seine Alma Mater zurück und erwarb 1964 seinen Master of Laws. Von 1971 bis 1974 war er völkerrechtlicher Berater der Regierung Lesothos und von 1975 bis 1992 Professor an der University of New South Wales, von 1984 bis 1990 als Dekan der juristischen Fakultät. Zudem war er als Berater der FAO und der australischen Regierung in mehreren völkerrechtlichen Fragen tätig. Von 1993 bis zu seiner Emeritierung im Jahr 2003 arbeitete Shearer als Professor für Völkerrecht an der Universität Sydney. Während dieser Zeit nahm er Gastprofessuren unter anderem am International Maritime Law Institute auf Malta und am United States Naval War College wahr. 1999 und 2002 benannte die australische Regierung Shearer als Ad-hoc-Richter am Internationalen Seegerichtshof. Von 2010 bis 2014 war Shearer Mitglied eines Schiedsgerichts, das zur Schlichtung eines Streits zwischen Bangladesch und Indien über die Grenzziehung im Golf von Bengalen eingesetzt worden war.
Er war außerdem Mitglied des Ständigen Schiedshofs und des UN-Menschenrechtsausschusses.

## Auszeichnungen
- Mitglied des Order of Australia (1995)

## Publikationen (Auswahl)
- Starke’s International Law. Butterworths, London 1994, ISBN 0-406-01623-2.
- The International Tribunal for the Law of the Sea and its potential for resolving navigation disputes. In: Donald Rothwell (Hrsg.): Navigational rights and freedoms and the new law of the sea. Nijhoff, Den Haag 2000, ISBN 90-411-1499-8, S. 263.
- Human rights in an age of terrorism. In: Günther Doeker-Mach, Alice Erh-Soon Tay (Hrsg.): Law, legal culture and politics in the twenty first century. Steiner, Stuttgart 2004, ISBN 3-515-08317-0, S. 89.